# Zdeněk Prokeš
Zdeněk Prokeš (* 13. Juni 1953 in Budweis, Tschechoslowakei; † 1. August 2024) war ein tschechoslowakischer Fußballspieler.

## Karriere

### Verein
Prokeš begann im Alter von 10 Jahren mit dem Fußballspielen bei Igla České Budějovice. In der Saison 1971/72 wurde der Verteidiger mit seiner Mannschaft tschechischer Juniorenmeister und nach einem 3:3 und 0:1 im Finale gegen Slovan Bratislava tschechoslowakischer Vizemeister. Seinen anschließenden Pflichtwehrdienst absolvierte Prokeš bei Dukla Prag. In den Spielzeiten 1972/73 und 1973/74 kam er jeweils im B-Team in der dritthöchsten Spielklasse (Národní fotbalová liga) zum Einsatz, das zunächst von Václav Pavlis und anschließend von Josef Masopust trainiert wurde.
Nach dem zweijährigen Wehrdienst hatte der talentierte Abwehrspieler Angebote von Sparta Prag, Slavia Prag und Sklo Union Teplice, entschied sich aber letztendlich für Bohemians Prag, weil er sich regelmäßige Einsatzzeiten versprach. Bei Bohemians wurde er schnell Stammkraft und entwickelte sich ab 1977 zum Nationalspieler. In 294 Spielen für Bohemians in der 1. tschechoslowakischen Liga schoss Prokeš 17 Tore.
Im Alter von 32 Jahren durfte er nach den damals geltenden Regeln des kommunistischen Regimes ins Ausland wechseln und entschied sich bei vorliegenden Angeboten von VSE St. Pölten, einem französischen Zweitligisten und dem TSV 1860 München für den damaligen Bayernligisten.
In der Saison 1985/86 wurden die Münchner Löwen von Václav Halama trainiert und außer Prokeš gehörten auch dessen Landsmänner Torhüter Jaroslav Netolička und Miroslav Gerhat zum Kader. In 30 Spielen erzielte Prokeš, der zuvor seine Nationalmannschaftskarriere beendet hatte, sieben Tore und qualifizierte sich als Tabellenzweiter für die Aufstiegsrunde zur 2. Bundesliga, in deren Gruppe Süd der Verein in als Tabellenletzter scheiterte.  Auch in der Folgesaison 1986/87 war er mit 36 Einsätzen und 11 Toren eine stabile Größe in der Mannschaft. Die Saison 1987/88 war die letzte in der Karriere von Zdeněk Prokeš. Er absolvierte zwar noch 13 Hinrundeneinsätze (1 Tor), hörte dann aber wegen anhaltender Knieprobleme auf. Für den TSV 1860 München schoss Prokeš in 77 Ligaeinsätzen 18 Tore.
Prokeš kehrte Anfang 1988 nach Prag zurück und hielt sich bei Bohemians fit, kam sogar noch in einem Testspiel zum Einsatz, entschied sich dann aber dafür, seine Laufbahn endgültig zu beenden.

### Spielstil
Der Kopfballspezialist Prokeš galt als unauffälliger Spieler, kompromisslos und äußerst zuverlässig in seinen Leistungen. Er war eine Säule der Bohemians-Abwehr zu ihrer besten Zeit, gekrönt mit dem Meistertitel 1982/83.

## Nationalmannschaft
Prokeš lief zwischen 1977 und 1985 19-mal für die tschechoslowakische Fußballnationalmannschaft auf. Sein einziges Tor gelang ihm dabei am 16. April 1983 im Qualifikationsspiel zur Europameisterschaft 1984 gegen Zypern, als er in der 37. Spielminute zum zwischenzeitlichen 3:0 traf (Endstand 6:0).

## Erfolge
- Tschechischer Juniorenmeister 1971/72 mit Igla České Budějovice
- Tschechoslowakischer Meister 1982/83 mit Bohemians Prag